# Dialectes russes septentrionaux
 (mars 2023).
Si vous disposez d'ouvrages ou d'articles de référence ou si vous connaissez des sites web de qualité traitant du thème abordé ici, merci de compléter l'article en donnant les références utiles à sa vérifiabilité et en les liant à la section « Notes et références ».

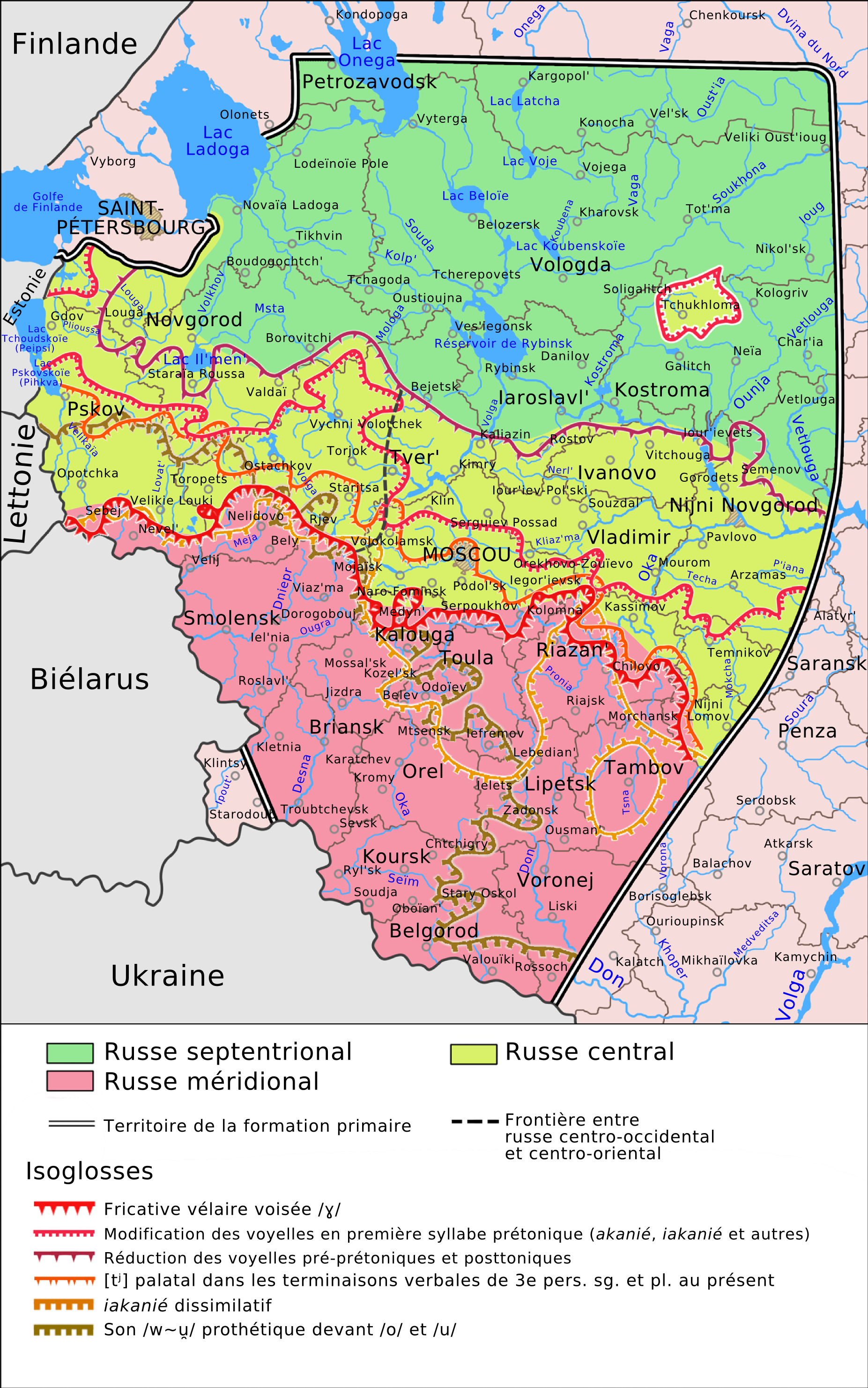
Carte des dialectes russes.

Les dialectes russes septentrionaux sont l'une des trois catégories principales des dialectes russes. 

## Territoires parlés
- Pomor (Arkhanguelsk et Mourmansk)
- Ladoga-Tikhvin
- Groupes transitionnels : Onega, Latcha, Belozersk-Bejetsk
- Vologda
- Kostroma-Yaroslavl